# مارك ماريبوي
كان مارك ماريبوي (ولد في 10 ديسمبر، 1955) سياسيًا أمريكيًا في مقاطعة سان خوان، بيوتا، ومندوبًا سابقًا في عشيرة نافاجو عن القسم الخاص بالنافاجويين الذين يعيشون في يوتا في قبيلة نافاجو. وهو شقيق كينيث ماريبوي الذي يشغل حاليًا نفس المناصب التي شغلها شقيقه من قبل. وينتمي مارك ماريبوي إلى قبيلة نافاجو الهندية.
كما كان مارك ماريبوي أيضًا مفوض مقاطعة سان خوان، بيوتا عن الدائرة الثالثة، وقد استطاع ماريبوي فهم احتياجات سكان المقاطعة واحتياجات النافوجيين الذين يعيشون في يوتا. ودخل التاريخ عندما انتُخب في عام 1986 كأول مفوض أمريكي هندي للمقاطعة في تاريخ يوتا.
وقد تمكنت ريبيكا إم بينالي، بالتعاون مع مارك ماريبوي، والذي كان يشغل منصب مندوب مجلس عشيرة النافاجو وقتها، ومحتجين من إقليم أنيث من إغلاق المكتب الرئيسي لشركة إكسون موبيل لمدة ثلاثة أيام في أنيث، بيوتا.

## حياته وتعليمه
ولد ماريبوي في العاشر من ديسمبر من عام 1955 في كنيسة سانت كريستوفر بالقرب من بلاف، بيوتا. وكان مارك ماريبوي الطفل الخامس بين ثمانية أطفال نشأوا جميعًا في نافاجو هوجان.
التحق مارك ماريبوي بالمدارس الداخلية التابعة لمكتب الشؤون الهندية (BIA) في كاينتا وأنيث في أوقاتٍ مختلفة، على الرغم من صعوبة الانفصال عن والديه طوال تلك الفترات. كانت فكرة الالتحاق بالمدارس الحكومية فكرة مستبعدة بالنسبة لماريبوي، حيث كان من الواضح أن تلك المدارس تحاول بشكلٍ متعمد تدمير هويته الهندية.
هرب ماريبوي من المدرسة الداخلية عندما كان في الصف الثالث، بسبب غضبه واستياءه من سوء المعاملة وقسوتها هناك. ولذا، قام والدي مارك بتسجيله، مع شقيقه المحبوب هيربرت، في المدرسة الحكومية في بلاف. وكان مارك وهيربرت ماريبوي وقتها أول طلاب ينتمون للنافاجو ويلتحقون بمدرسة حكومية في مقاطعة سان خوان.
وبعد التخرج من مدرسة سان خوان الثانوية في بلادينج، بيوتا، التحق بجامعة يوتا، ودرس التاريخ كتخصص أساسي وإدارة الأعمال كتخصص فرعي. وحصل ماريبوي علي درجة البكالوريوس في عام 1978.

## حياته العملية كممثل سياسي
بعد تخرجه بفترة زمنية، عاد مارك إلى تجمع النافاجو ليستخدم مهاراته في خدمة المواطنين. ومن خلال عمل ماريبوي كمدير للتعليم في مجلس تنمية النافاجويين الذين يعيشون في يوتا، أشرف على برنامج هيد ستارت وبرنامج تعليم الكبار وبرامج التعليم المهني. كما أسس ماريبوي برامج لتدريب المعلمين وفصول خاصة للأمهات المراهقات.
ولم يكن ماريبوي وحيدًا خلال مشواره ومجهوداته، فقد تزوج من الفاتنة روزيلين جونسون التي تخرجت أيضًا من جامعة يوتا وكانت تعمل كأخصائية اجتماعية في التجمع الهندي بولاية يوتا. ورزق مارك وروزيلين ماريبوي بابنة واحدة، وهي ملتحقة حاليًا بأكاديمية التعليم العالي.

## حياته العملية كمفوض لمقاطعة سان خوان

مقاطعة سان خوان وتتضمن الجزء الخاص بمدينة يوتا من عشيرة نافاجو بالقرب من حدودها الجنوبية مع أريزونا.

بعد مرور مائة وثلاثين عامًا على إقصاء السكان الأصليين لأمريكا في المناطق المعزولة، استعاد شعب نافاجو بيوتا مكانهم في العملية السياسية الأمريكية.
وفي عام 1986، عندما كان ماريبوي في الحادية والثلاثين من عمره، وكان لديه طموح سياسي كبير، ترشح لمنصب مفوض مقاطعة سان خوان. وكانت هذه هي أول انتخابات بعد صدور مرسوم من قبل وزارة العدل بتقسيم المقاطعة إلى دوائر تخضع لحكم المفوضين. ولقد انتخب ماريبوي كمفوض لمقاطعة سان خوان وأصبح أول شخص من أصول أمريكية يشغل هذا المنصب في ولاية يوتا.
وأدرك ماريبوي، كمسؤولٍ منتخب، التفاوت الكبير في الخدمات المقدمة لشعب النافاجو. حيث كان شعب النافاجو يقدم مالاً للمقاطعة أكثر من الخدمات التي يتلقاها في المقابل. لذا، كان ماريبوي في صدامٍ دائم مع المفوضين الآخرين، حيث كان في خلافٍ مع مفوض الجناح الأيمن السابق ذو النفوذ القوي كالفن بلاك، الذي كان يسيطر على سياسات مقاطعة سان خوان بلا منازع، خلال اجتماعات اللجنة التي شهدت تنافسًا شديدًا.
كانت الفترات الأربع التي قضاها ماريبوي كمفوض مقاطعة سان خوان - وخصوصًا السنوات الستة الأولى - عنوانًا للصحف ونسج الأساطير. وقد زاد خلافه مع رئيس اللجنة السابق، كال بلاك، من حدة التوتر في جنوب يوتا، حيث ناضل ماريبوي لتمويل الطرق والصرف الصحي وتوفير الماء للنافاجويين في يوتا.
وفي عام 1989، أصر كبار قبيلة النافاجو وغيرهم من المدافعين عن الديمقراطية على ترشيح شخص ينتمي للنافاجو في كل انتخابات تخوضها المقاطعة. وكان النافوجيون يمثلون 56% من نسبة سكان مقاطعة سان خوان في هذا الوقت. وسميت الحملة التي كانت تدعو إلى ترشح النافوجيين في الانتخابات باسم «نيها-هول-زهيزه» (Niha-Whol-Zhiizh)، وتعني «لقد حان دورنا».
وفشلت خطة نافاجو الديموقراطية. وفاز ماريبوي بدورة ثانية كمفوض للمقاطعة، ولكنه كان المفوض النافاجو الهندي الوحيد.

## حياته العملية كمندوب لمجلس عشيرة النافاجو
تم انتخاب ماريبوي في نوفمبر عام 1990 كمندوب في مجلس عشيرة نافاجو من منطقة أنيث.
كما اشترك في المجلس الاستشاري لكلية العلوم الاجتماعية والسلوكية في جامعة يوتا. وهو الآن رئيس لجنة الميزانية والمالية في مجلس عشيرة النافاجو.
التقى ماريبوي الرئيس بيل كلينتون في عام 1992 في المؤتمر القومي الديمقراطي في ماديسون سكوير جاردن. وقد أدى ماريبوي صلاةً بلغة النافاجو في إحدى الجلسات. وكان ماريبوي أيضًا مندوب مؤتمر الأمم المتحدة للسكان الأصليين في جنيف بسويسرا في يوليو من عام 1992. وتم تعيينه للعمل في لجنة يوتا الاستشارية التابعة لمفوضية الولايات المتحدة للحقوق المدنية في عام 1993. وعينه الرئيس بيل كلينتون للعمل في المجلس الاستشاري الوطني للتعليم الهندي عام 1994.

### اعتداء مجلس النافاجو القبلي
في أبريل عام 2006، واجه المتحدث باسم مجلس عشيرة النافاجو لورانس تي مورجان تهمة جنائية بالاعتداء عندما ضرب مارك ماليبوري الذي كان مندوب المجلس حينها.
وضرب مورجان المتحدث باسم مجلس النافاجو ماريبوي في صدره بعدما قدم ماريبوي شكوى لمورجان لأنه لم يساعده في بعض الأمور التي تم تجاهلها في وقت سابق في ذلك اليوم.
حيث تم تجاهل تقديم التعازي الرسمية لعائلة مندوب المجلس السابق عن أنيث كيرلي جون، والذي كانت عائلته موجودة في القاعة حينها، بسبب وجود ماريبوي خارج قاعات المجلس وتعامله مع بعض الناخبين.
حاول ماريبوي أن يعيد إدراج هذا الموضوع في جدول الأعمال في وقتٍ لاحق، ولكن خرج الأمر عن السيطرة، حيث تم تقديم الأوراق.
طالب أعضاء أنيث مورجان بالاعتذار العلني، بعد شجار الحمام، أثناء أحد اجتماعات إقليم أنيث الشهرية في يوتا. وتجاهل مورجان الاجتماع، ولم يحاول الظهور أبدا.

## لجنة نافاجويي يوتا
تدير لجنة نافاجويي يوتا الإيرادات الناتجة عن التنمية المعدنية في الجزء الخاص بيوتا من التجمع الهندي لصالح النافاجويين بيوتا. يقترب عدد سكان يوتا داين من 10,000 عضو مسجل. وعمل مارك ماريبوي مع هذا الكيان لنشر المشكلات المالية ومشكلات الطاقة التي تواجه شعب النافاجو في مقاطعة سان خوان.

### قضية حقوق النافاجو في الحصول على المياه
في عام 2002 شجع ماريبوي ولجنة نافاجويي يوتا عشيرة النافاجو على إعادة تأكيد حق شعب النافاجو في الحصول على مياه نهر كولورادو، التي تنازلت عنه القبيلة في أواخر الستينيات للمساعدة في تسهيل إنشاء محطة توليد القوة الكهربائية بالقرب من باج، بأريزونا.
كما شجعت لجنة نافاجويي يوتا، في قرار قدمته إلى مجلس عشيرة النافاجو في ذلك الأسبوع، على فصل وكيل المياه الخاص بقبيلة النافاجو، وحثت القبيلة على تأسيس لجنة مياه مستقلة لإصلاح سياسة المياه الخاصة بالقبيلة.
ووفقًا للجنة نافاجويي يوتا، يحق للقبيلة الحصول على ما بين مليون ومليونين قدم فدان (2.5 كم³) من مياه نهر كولورادو، والتي قد تبلغ قيمتها مليارات الدولارات.
وشعر مارك ماريبوي دائمًا بأنه كان على عشيرة النافاجو منذ وقتٍ طويل أن تتخذ موقفًا صارمًا وشاملاً بخصوص حق القبيلة المهدر في الحصول على المياه.
وتنازل المجلس عن جزء من صغير من حقوقه في اتفاقية عام 1968 التي عقدها المجلس مع الحكومة الفيدرالية ومشروع نهر سالت، حيث تم التخطيط لبناء محطة توليد قوة كهربائية من الفحم المحروق بالقرب من باج.
وفي هذا الاتفاق، وافق المجلس على عدم المطالبة بأكثر من 62,000,000 متر مكعب من مياه نهر كولورادو، حتى يتمكن المجلس من تحويل 42,100,000 متر مكعب للمحطة.
أقر قانون تسوية حقوق مياه نافاجو في ولاية يوتا لعام 2020 بحقوق أمة نافاجو في 81500 فدان من المياه سنويًا.

## قضية نفط نافاجويي يوتا

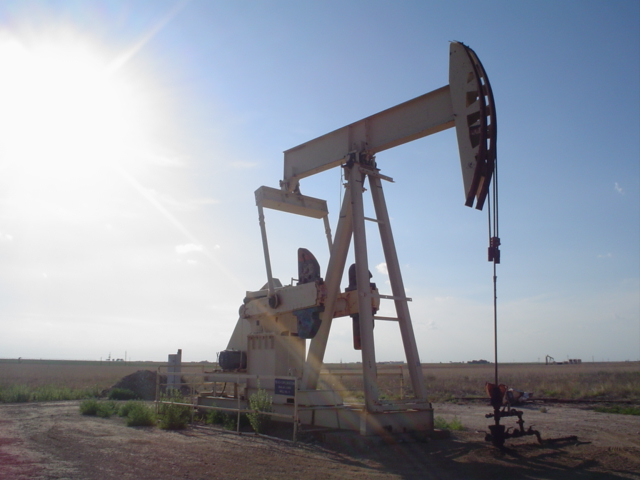
وحدة ضخ

في عام 1933، أسس الكونجرس الأمريكي صندوق الائتمان الخاص بنافاجويي يوتا. ويعتبر هذا الصندوق فريدًا من نوعه، حيث يعتبر الدولة الوصي على كل النفط الذي يتم استخراجه من أرض النافاجو.
ووفقًا للقانون، من المفترض أن يذهب 37.5 % من عوائد النفط إلى النافاجويين الذين يعيشون في يوتا. ولكن، كشف أحد التقارير التي أصدرتها الولاية عام 1991 عن سوء إدارة ضخم جدًا. وقد تم اتهام بعض الأشخاص في وقتٍ لاحق بسوء استخدام صندوق الائتمان.
كما احتج النافاجويون الذين يعيشون بالقرب من مقاطعة سان خوان في جنوب شرق يوتا كثيرًا بسبب تشبع آبار النفط والغاز حول منازلهم. وحاول مارك، وغيره من النافاجويين بيوتا، كثيرًا حث إدارة عشيرة النافاجو على إعطاء بعض الأرباح للنافاجويين الذين يعيشون في ظروفٍ بائسة في الجزء المخصص ليوتا من أرض القبيلة.
وقد تم تدعيم إدعاءات الفساد التي تم تقديمها ضد نافاجويي يوتا في وزارة الداخلية الأمريكية من قبل أحد المخبربن الداخليين عام 2003.

### أزمة نفط أنيث
في عام 1997، بدأ السكان المحليون ما أطلق عليه«احتجاجات نفط أنيث» ضد سياسات شركة إكسون-موبيل مع مجتمع نافاجويي يوتا. وأغلق المحتجون من إقليم أنيث المكتب الرئيسي لشركة إكسون موبيل لمدة ثلاثة أيام في محطة نفط ماكيلمو بالقرب من أنيث، بيوتا. ركزت الاحتجاجات على التوظيف المحلي وظروف العمل لسكان نافاجو في صناعة النفط.
وقد شارك سكان النافاجو المحليين في الاحتجاجات منذ بدايتها، حيث ازداد غضبهم بسبب موقف شركة إكسون موبيل تجاه البيئة وممارساتها التوظيفية داخل المجتمعات المحلية. كما أرادت العديد من المنظمات السياسية الوطنية الأخرى مثل الحركة الأمريكية الهندية المشاركة في الاحتجاجات. ومع ذلك، تم الاتفاق على ألا تشمل الاحتجاجات أية منظمات خارجية، حتى لا تفقد الاحتجاجات معناها ورسالتها الأصليين  .
وعلاوة على ذلك، تم تشجيع رئيس عشيرة النافاجو ألبرت هال على الذهاب إلى أقصى شمال عشيرة النافاجو حيث بدأت الاحتجاجات. وساعد مارك مع أعضاء من مجتمع أنيث في وضع معايير جديدة للعمال النافاجويين الذين يعملون في منطقة نفط أنيث بالإضافة إلى عملية التوظيف.

## حياته بعد اعتزاله السياسة
لم يسعَ مارك للترشح لفترة خامسة في المجلس، تحقيقًا لرغبة والده.
وعمل ماريبوي بالاشتراك مع دونا سينجر على تأسيس نظم صحية لنافاجويي يوتا في عام 1999. ثم سن ماريبوي بعض التشريعات القبلية بحيث تسمح للوكالة بالاحتفاظ بأرباحها، بدلاً من إعادتها إلى ويندو روك. وستظل هذه الإنجازات دائمًا واضحةً وجلية في تراث وتاريخ ماريبوي السياسي.

## إيرادات النفط الخاصة بنافاجويي يوتا
عمل مارك ماريبوي المندوب الاستشاري الأسبق مع المندوبين الاستشاريين الحاليين كينيث ماريبوي ودافيس فيلفريد بنشاط على تأكيد حق النافاجويين في الحصول على عائدات النفط.
ومع ذلك لم تخلُ مثل هذه القضايا من بعض المنافسة، حيث كانت عشيرة النافاجو نفسها تنافس نافاجويي يوتا في الحصول على عائدات نفط أنيث. وتمثل هذه القضية أحد العوائق الكبيرة التي تواجه كينيث ماريبوي.
وفي 16 يونيو من عام 2008، سافر كينيث ماريبوي، ومارك ماريبوي، وديفيس فيلفريد، وفيل ليمان مفوض بلاندنج بيوتا إلى واشنطن العاصمة لعرض نموذج عمل حول التحول السلس من ولاية يوتا التي تعالج المال المملوك ليوتا نافاجو، إلى منظمة يوتا نافاجو العاملة بفعالية أمام الكونغرس.

## وصلات خارجية
- San Juan County Website
- "Bridging Two Worlds"
- "THE POLITICAL MARK MARYBOY"
- Navajos blocked Mobil Oil Corp. offices near Aneth, Utah January 1997
- Mobil Settles Aneth Oil Spills Case
- "Navajos in Utah fight state over trust mismanagement"
- Oil and gas drilling leases increase for sacred lands
- Salt Lake Tribune نسخة محفوظة 7 أكتوبر 2007 على موقع واي باك مشين. Public Lands director's departure pleases environmentalists, some Navajos
- Aneth Oil Field
- "Navajos say Utah cheated their tribe"
- Speaker Morgan accused of battery against council delegate Maryboy
- Utah Democratic Party